# خورشیدگرفتگی ۱۶ ژانویه ۱۹۷۲
خورشیدگرفتگی ۱۶ ژانویه ۱۹۷۲ (به انگلیسی: Solar eclipse of January 16, 1972) یک خورشیدگرفتگی از نوع خورشیدگرفتگی حلقه‌ای است. این خورشیدگرفتگی در تاریخ ۱۶ ژانویه ۱۹۷۲ میلادی (‎۲۶ دی ۱۳۵۰ خورشیدی) روی داد که زمان اوج آن، ساعت ۱۱:۰۳:۲۲ به‌وقت ساعت هماهنگ جهانی بوده‌است. مدت زمان و طول این خورشیدگرفتگی ۱ دقیقه و ۵۷ ثانیه بود.